# Willibald Minsberg
Willibald Minsberg (* 11. März 1815 in Oppeln; † 21. April 1897 in Bunzlau) war ein deutscher Jurist und Parlamentarier.

## Leben
Willibald Minsberg studierte an der Schlesischen Friedrich-Wilhelms-Universität Rechtswissenschaft. 1834 wurde er Mitglied des Corps Borussia Breslau. Nach dem Studium war er zunächst Justizkommissar und später Rechtsanwalt und Notar in Bunzlau. Minsberg saß in der 1. Legislaturperiode von 1849 als Abgeordneter des Wahlkreises Liegnitz im Preußischen Abgeordnetenhaus. Er gehörte der Fraktion der Linken an. Er erhielt den Charakter als  Geh. Justizrat.